# Việt Nam Quốc Tự
Việt Nam Quốc Tự (chữ Hán: 越南國寺) là ngôi chùa tọa lạc tại 244 đường Ba tháng Hai, phường Hoà Hưng, Thành phố Hồ Chí Minh do Hòa thượng Thích Tâm Giác - viện trưởng Viện Hóa Đạo Giáo hội Phật giáo Việt Nam Thống nhất khai sơn. Việt Nam Quốc Tự hiện là trụ sở mới của Ban trị sự Thành hội Phật giáo Thành phố Hồ Chí Minh thuộc Giáo hội Phật giáo Việt Nam (trụ sở cũ là chùa Ấn Quang). Hiện tại, Trụ trì của Việt Nam Quốc Tự là Trưởng Lão Hòa Thượng Thích Trí Quảng, Pháp chủ Hội đồng Chứng minh Giáo hội Phật giáo Việt Nam, Chủ tịch Hội Đồng Giám luật thuộc Hội đồng Chứng minh Trung ương GHPGVN.

## Lịch sử

### 1963-1975
Nguyên thủy, sau cuộc đảo chính 1963 tại Nam Việt Nam, Giáo hội Phật giáo Việt Nam Thống nhất được thành lập và được chính phủ lâm thời Việt Nam Cộng hòa bấy giờ cho giáo hội một khu đất rộng 4 mẫu với danh nghĩa là mướn thời hạn 99 năm chỉ với một đồng bạc tượng trưng và được tiếp tục khi hết hạn . Chính phủ của tướng Nguyễn Khánh còn tiến cúng 10 triệu đồng để xây chùa.
Lễ đặt đá xây dựng Việt Nam Quốc tự cử hành vào lúc 8 giờ sáng ngày 26 tháng 4 năm 1964 dưới sự chứng minh của Chư tôn Giáo phẩm Giáo hội Phật giáo Việt Nam Thống nhất cùng với sự chứng kiến của Quốc trưởng, đồng thời cũng là Thủ tướng Việt Nam Cộng hòa bấy giờ là tướng Nguyễn Khánh. Kiến trúc sư Ngô Viết Thụ là người vẽ đồ án xây dựng, dự kiến chùa được xây dựng với một ngôi tháp 7 tầng mái cong, chạm trổ tinh vi trong không gian thiên nhiên rộng rãi trên vùng đất rộng 45 nghìn mét vuông, với các cảnh quan đặc sắc hài hòa mang đậm bản sắc phong cách kiến trúc Việt Nam.
Đồ án mới xây xong Tháp Việt Nam Quốc tự bảy tầng và một dãy Tăng xá nhưng chưa hoàn thành trọn vẹn. Chùa cũng là trụ sở của Viện Hóa Đạo thuộc GHPGVNTN đến năm 1975 với người trụ trì đầu tiên là hòa thượng Thích Tâm Giác. Đây là một chùa thuộc hệ phái Bắc tông, tập họp chủ yếu quý tăng ni Phật tử miền Bắc di cư, thường được gọi là miền Vĩnh Nghiêm.
Năm 1967, hòa thượng Thích Tâm Châu đã thành lập Viện Đại học Phương Nam trong khuôn viên chùa. Cô nhi viện Quách Thị Trang do nhà chùa quản lý thì nằm phía sau chùa.

### 1975 tới nay
Sau khi kết thúc Chiến tranh Việt Nam năm 1975, toàn bộ khu đất Việt Nam Quốc tự của GHPGVNTN bị chính quyền mới Cộng hòa Miền Nam Việt Nam trưng thu gần hết: Bốn mươi lăm ngàn mét vuông nguyên thủy rút xuống chỉ còn ba ngàn mét vuông nơi ngọn Tháp Việt Nam Quốc tự toạ lạc. Ngôi chùa thì giao cho Hoà thượng Thích Từ Nhơn cai quản. Hoà thượng Thích Từ Nhơn lúc đó là Thủ quỹ Viện Hoá Đạo, GHPGVNTN, sau này gia nhập Giáo hội Phật giáo Việt Nam và giữ chức Phó chủ tịch Thường trực Hội đồng Trị sự Giáo hội Phật giáo Việt Nam. Khuôn viên Việt Nam Quốc Tự trong khoảng thời gian 10 năm (1975-1985) bị bỏ hoang phế nên nhà nước tạm thời trưng dụng xây dựng trung tâm vui chơi giải trí của thành phố - Khu du lịch Kỳ Hoà và Nhà hát Hòa Bình.
Vào năm 1988, Hòa thượng Từ Nhơn với danh nghĩa sư trụ trì cũ đã gửi đơn xin lại khu đất trưng thu và quyền sở hữu chùa Việt Nam Quốc Tự. Sau 5 năm, đến ngày 28 tháng 2 năm 1993 nhà nước cấp lại cho hòa thượng Thích Từ Nhơn theo đơn xin nhưng đất của chùa bị thu hẹp còn 3.712 m² với ngôi tháp ban đầu đã được xây dựng còn dở dang.. Năm 1993, chùa được trùng tu và tôn tạo mới với nhiều hạng mục hơn. Sau hơn 10 năm tiếp nhận chùa đã hoàn thành ngôi tháp 7 tầng và các cảnh Phật để tăng ni phật tử và khách thập phương chiêm bái. Đến nay, chùa Việt Nam Quốc Tự vẫn là điểm lui tới của các tín đồ Phật giáo xa gần. Tuy nhiên hiện nay, trong sân chùa vào ban đêm thường bị chiếm dụng làm nơi bán sách bói toán.
Năm 2008 có tin Việt Nam Quốc Tự sẽ bị phá, sau khi UBND Thành phố Hồ Chí Minh ngày 23 tháng 2 năm 2008, cấp giấy phép đầu tư dự án xây dựng Trung tâm Tài chính Việt Nam trong khu vực này (với tổng vốn đầu tư 930 triệu USD cho Công ty Berjaya Land Bhd thuộc Tập đoàn Berjaya, Mã Lai). Tuy nhiên, trong cuộc họp báo ngày 25 tháng 6 cùng năm đã được xác nhận chính thức là chùa không thuộc vùng quy hoạch Trung tâm tài chính Việt Nam.. Ngày 31 tháng 10 năm 2015, Giáo hội Phật giáo Việt Nam Thành phố Hồ Chí Minh tổ chức lễ cầu nguyện rót đồng đúc tượng Đức Phật Bổn sư Thích-ca-mâu-ni. Tượng có chiều cao 7,5m, nặng 35 tấn. Bức tượng đồng sau khi hoàn thành sẽ được thờ trong chánh điện Việt Nam Quốc Tự và là pho tượng bằng đồng thờ trong chánh điện lớn nhất Việt Nam hiện nay.
Ngày 7 tháng 11 năm 2017, công trình Việt Nam Quốc tự xây mới chính thức được khánh thành. Việt Nam Quốc tự được khởi công xây dựng vào ngày 12 tháng 10 năm 2014 (nhằm ngày vía Quán Thế Âm Bồ Tát), là công trình trọng điểm chào mừng Đại hội Đại biểu Phật giáo TP.HCM lần thứ IX, cũng là để kỷ niệm ngày thành lập Giáo hội Phật giáo Việt Nam (7 tháng 1 năm 1981). Tổng kinh phí đầu tư cho dự án Việt Nam Quốc tự là 250 tỉ đồng, trong đó phần chánh điện được đầu tư tu sửa với chi phí là 180 tỉ. Thành phố Hồ Chí Minh thu hồi và bàn giao lại hơn 7.200 m² cho Việt Nam Quốc Tự xây chánh điện và các hạng mục khác. Các hạng mục công trình đã hoàn thành gồm 5 tầng với những công năng khác nhau, như tầng hầm rộng gần 8.000 m² dùng làm bãi đỗ xe cho khách, tầng một là nơi bố trí hội trường, tầng hai là khu văn phòng. Đặc biệt, tháp bảo 13 tầng (tháp Đa Bảo), cao 63 m ngoài ý nghĩa biểu tượng cho tinh thần phụng sự, thống nhất của 13 tổ chức, hội đoàn, tông phái tham gia cuộc tranh đấu bất bạo động của Phật giáo vì hòa bình và bình đẳng tôn giáo tại miền Nam năm 1963; đây còn là nơi tôn thờ xá lợi trái tim bất diệt của nhà sư Thích Quảng Đức.

## Viện Đại học Phương Nam

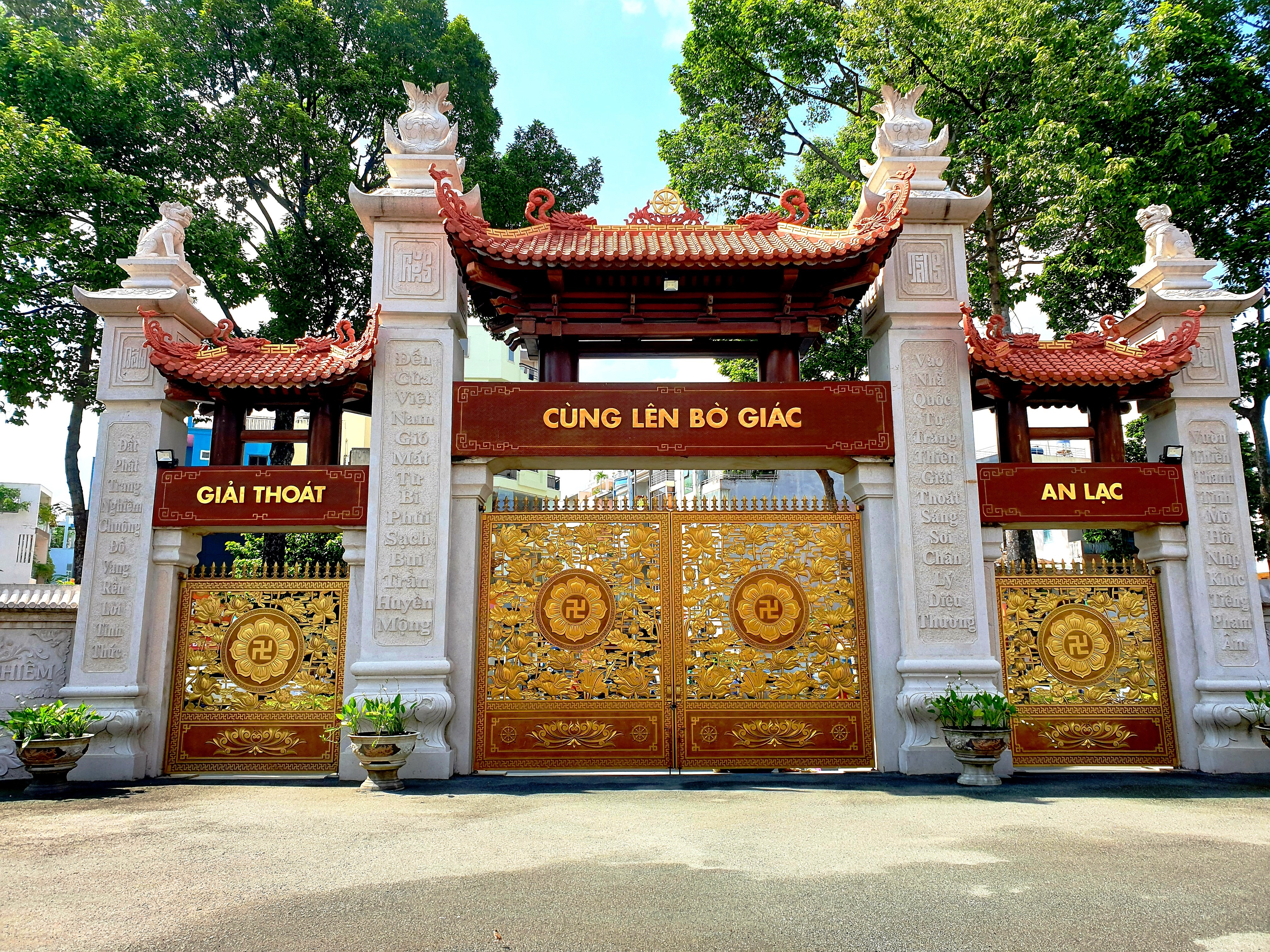
Cổng chùa mặt trong

Theo Hòa thượng Thích Thiện Tâm, Đại học Phương Nam có thể coi là một Viện Đại học Vạn Hạnh thứ hai, theo hình mẫu của Viện Đại học Vạn Hạnh, cũng do một giáo hội Phật giáo thành lập, tổ chức, quản lý, điều hành, khác cái là các phòng học ở ngay trong chùa, bày tỏ tinh thần hoạt động giáo dục hướng ra xã hội của một bộ phận Phật giáo. Đại học này được hình thành năm 1967, trong bối cảnh Phật giáo miền Nam chia làm 2 khối, Giáo hội Phật giáo Việt Nam Thống nhất khối Việt Nam Quốc Tự, và Giáo hội Phật giáo Việt Nam Thống nhất khối Ấn Quang (điều hành Đại học Vạn Hạnh). Viện Đại học Phương Nam có 3 phân khoa:
- Phân khoa Kinh tế - Thương mại.
- Phân khoa Ngoại ngữ.
- Văn Khoa.

Viện trưởng đầu tiên là Giáo sư Lê Kim Ngân. Vào thập niên 1970, Viện Đại học Phương Nam có 750 sinh viên ghi danh.